# Кривохижа Анатолій Михайлович
Анато́лій Миха́йлович Кривохи́жа (1 грудня 1925, с. Копанки Маловисківського району Кіровоградської області — 29 січня 2025 Кропивницький) — український культурний діяч і педагог, засновник заслуженого ансамблю танцю України «Ятрань» і академічного театру народної музики, пісні й танцю «Зоряни». Народний артист Української РСР (1973), доцент, почесний громадянин міста Кропивницький.

## Біографія
Анатолій Кривохижа народився 1 грудня 1925 року в селі Копанки Маловисківського району Кіровоградської області.
1957 року закінчив факультет фізичного виховання зі спеціальності «Фізичне виховання» Омського державного педагогічного інституту фізичної культури.
У цьому ж році (1957) Анатолій Михайлович став засновником заслуженого ансамблю танцю України «Ятрань», у якому він плідно працював збирачем та пропагандистом народного хореографічного мистецтва протягом багатьох років. За час роботи в ансамблі він здійснив багато хореографічних постановок, які увійшли в скарбницю українського хореографічного мистецтва: «Ятранські ігри», «Поворотня», «Колядки» тощо.
1967 року Анатолію Михайловичу було надано звання заслуженого діяча мистецтв України, 1971 року він нагороджений орденом Леніна, а 1973-го — він отримав звання народного артиста Української РСР.
1986 року А. М. Кривохижа організував академічний театр народної музики, пісні й танцю «Зоряни» при Кіровоградській обласній філармонії.
Починаючи від 1997 року Анатолій Кривохижа працює у Центральноукраїнському педагогічному університеті ім. В. Винниченка (ЦДПУ ім. Винниченка).
1998 року Анатолій Михайлович Кривохижа став почесним громадянином міста Кропивницький.
Від 2002 року — доцент кафедри хореографічних дисциплін ЦДПУ ім. Винниченка. У виші він викладає дисципліни: «Мистецтво балетмейстера», «Підготовка концертних номерів», «Народознавство та хореографічний фольклор України».
У році Анатолій Михайлович Кривохижа був обраний членом правління Національної хореографічної спілки України та головним консультантом із використання фольклорно-етнографічних матеріалів у хореографічному мистецтві.
З 1997 року й по цей час — на посаді головного балетмейстра Академічного театру музики, пісні й танцю «Зоряни» Кіровоградської обласної філармонії.

## Творчі здобутки і визнання
А. М. Кривохижа — ініціатор підготовки та проведення багатьох культурно-масових заходів, які проводились і проводяться в Кіровограді, області, країні в цілому.
У складі творчої групи Анатолій Михайлович брав участь у розробці державних стандартів хореографічних спеціальностей освітньо-кваліфікаційних рівнів «бакалавр», «спеціаліст», «магістр» для вищих педагогічних закладів, у науково-методичному семінарі та майстер-класі «Збереження та розвиток народно-сценічного танцю регіонів України», який відбувався в Кіровограді в листопаді 2005 року. Він також є автором методичного посібника з курсу мистецтва балетмейстера для хореографічних відділень педагогічних університетів «Гармонія танцю» (Кіровоград, 2006).
А. М. Кривохижа має вищу категорію режисера-постановника та балетмейстера.
Нагороджений орденом Трудового Червоного Прапора (1960), орденом Вітчизняної війни (1985), медаллю «За мужність» (1999), почесною відзнакою Міністерства культури і туризму України медаль «Павло Вірський» (2003), грамотами Верховної Ради України (1984, 2005), почесною відзнакою «Честь і слава Кіровоградщини» (2006).